# Чёкюрян, Тигран
Тигран Чёкюрян (арм. Տիգրան Չէօկիւրեան; 1884, Гюмюшхане, Османская империя — 24 апреля 1915, Айас) — армянский писатель, педагог, журналист, общественный деятель.
Был убит турецкими погромщиками во время депортации армянского населения из Западной Армении.

## Биография
Родился в вилайете Трабзон. Во время армянских погромов 1896 года потерял своих родителей. Начальное образование получил в Национальной школе Трабзоне. В 1907 году окончил училище Перперяна в Стамбуле.
Учительствовал в армянских школах. Был главным редактором журнала «Востан» («Родина», арм. «Ոստան»).
В 1910 году опубликовал отдельной книгой сборник рассказов «Родные голоса» (Հայրենի Ձայներ).
В 1914 году издал роман «Монастырь» (Վանքը), посвященный борьбе за свободу родины, самоидентичность, идеи торжества разума здорового общества против варварских инстинктов властей империи и отдельных лиц, революция — как единственный путь к свободе.
Убеждением автора было, что «Народы без революции не сто́ят свободы» .
Вместе с рядом представителей армянской интеллигенции был 24 апреля 1915 арестован и убит.